# Adelencyrtoides unicolor
Adelencyrtoides unicolor är en stekelart som beskrevs av John S. Noyes 1988. Adelencyrtoides unicolor ingår i släktet Adelencyrtoides och familjen sköldlussteklar. Inga underarter finns listade i Catalogue of Life.